# Relaciones Andorra-Argentina
Las relaciones Andorra-Argentina son las relaciones diplomáticas entre el Principado de Andorra y la República Argentina. Ambas naciones son miembros de las Naciones Unidas y la Organización de Estados Iberoamericanos.

## Historia

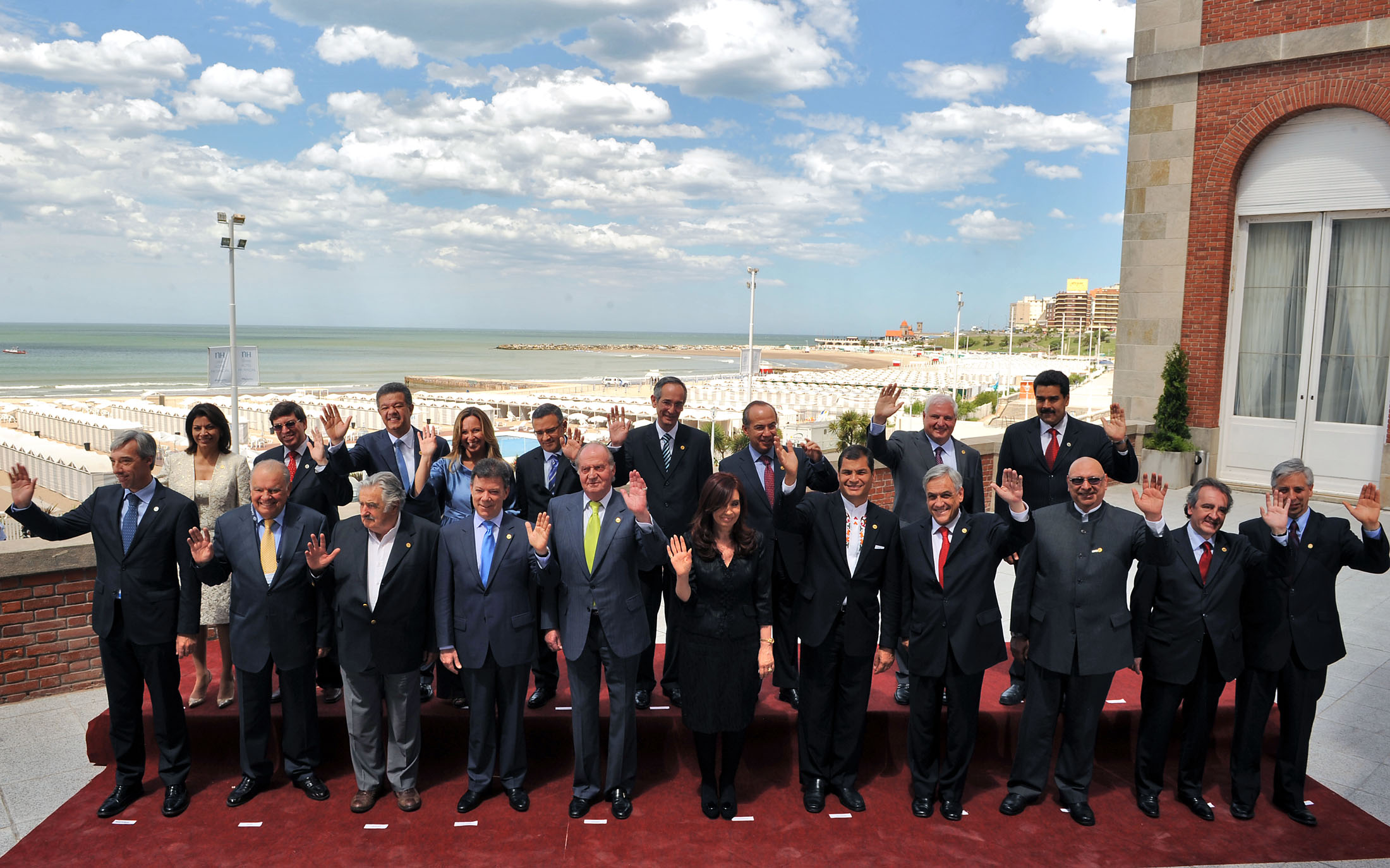
Primer Ministro andorrano Jaume Bartumeu y la Presidenta argentina Cristina Fernández de Kirchner asistiendo la XX Cumbre Iberoamericana en Mar del Plata, Argentina; diciembre de 2010.

Andorra y Argentina establecieron relaciones diplomáticas el 26 de abril de 1995, después de que Andorra adoptara una nueva constitución convirtiéndose en una democracia parlamentaria. Desde el establecimiento de relaciones diplomáticas las relaciones entre ambas naciones han sido limitadas y han tenido lugar principalmente en foros multilaterales. En marzo de 2010, ambas naciones firmaron un Acuerdo para el intercambio de información en materia fiscal.
En diciembre de 2010, el Primer Ministro de Andorra Jaume Bartumeu realizó una visita a Mar del Plata, Argentina para asistir a la XX Cumbre Iberoamericana. En septiembre de 2017, el ministro de Relaciones Exteriores de Argentina, Jorge Faurie y la ministra de Relaciones Exteriores de Andorra, Maria Ubach Font, se reunieron en la Asamblea General de las Naciones Unidas en Nueva York. Durante la reunión, ambos ministros acordaron aumentar las relaciones bilaterales en todas las áreas y niveles.
En febrero de 2018, el subsecretario general argentino de la Presidencia, Valentín Díaz Gilligan, fue acusado de tener una cuenta bancaria secreta no revelada en Andorra y de lavado de dinero. El Sr. Díaz Gilligan renunció debido al escándalo.

## Comercio
En 2017, el comercio entre Andorra y Argentina ascendió a 43,000 dólares. Las principales exportaciones de Andorra a Argentina incluyen: termostatos, transmisiones, centrífugas, maquinaria de excavación y otra maquinaria de calefacción. La principal exportación de Argentina a Andorra es la ropa de piel.

## Misiones diplomáticas
- Andorra no tiene una acreditación para Argentina.
- Argentina está acreditada en Andorra a través de su embajada en Madrid, España.[7]